# Jean II de Holstein-Kiel
Jean II de Holstein-Kiel, surnommé le Borgne, en allemand : Johann II der Einäugige (1253 - † 1321), fut un comte de Holstein-Kiel de 1263 à 1316.

## Biographie
Jean II est le cadet des deux fils du comte Jean Ier, issu de la lignée de Kiel de la maison de Schauenburg. Son surnom de Borgne est lié à l'accident qui entraine la perte de la vue d'un de ses yeux à la suite du jet d'un os de poulet par un convive de sa cour !
Jean II partage le titre comtal avec son oncle Gérard Ier de Holstein-Itzehoe et son frère ainé Adolphe V, comme second né de Holstein-Kiel. Jean II reçoit les régions située entre le Fœrde de Kiel et les sources de l'Alster et de la Pinnau. Il établit sa résidence dans le château de Kiel. 
En 1308 son fils cadet Adolphe VII succède au frère ainé de Jean II
Adolphe V au Holstein-Segeberg. Après les morts violentes de ses deux fils;  Christophe et Adolphe VII respectivement en 1313 et 1315, ses petits-neveux Jean III de Holstein-Plön et Gérard III de Holstein-Rendsburg s'emparent d'une large partie de ses domaines. Jean II continue de vivre jusqu'à sa mort dans la cité de Kiel et dans ses environs.

## Sceau
Sur son sceau représenté à droite de cet article on peut lire: S(IGILLUM)*IOHANNIS*COMITIS*HOLTZATIE
c'est-à-dire Sceau de Jean comte de Holstein

## Union et postérité
Jean II épouse en 1276 Margaret, la fille du roi Christophe Ier de Danemark qui lui donne deux fils :
- Christophe (né vers 1276 - † après 3 septembre 1313), il se tue en tombant dans des circonstances inexpliquées d'une fenêtre du château comtal ;
- Adolphe VII, successeur de son oncle Adolphe V en 1308 comme comte de Holstein-Segeberg, comme second né de la lignée de Kiel, il est tué dans son lit au château de Siegesburg en 1315, par un groupe de chevaliers mené par Hartwig Reventlow qui avait une querelle personnelle avec lui.

## Sources
- Anthony Marinus Hendrik Johan Stokvis, Manuel d'histoire, de généalogie et de chronologie de tous les états du globe, depuis les temps les plus reculés jusqu'à nos jours, préf. H. F. Wijnman, éditions Brill Leyde 1890-1893, réédition 1966, Volume III, Chapitre VIII. « Généalogie des comtes et ducs de Holstein, I ». Tableau généalogique no 45 p. 119.